# Жундия (Риу-Гранди-ду-Норти)
Жундия (порт. Jundiá)  —  муниципалитет в Бразилии, входит в штат Риу-Гранди-ду-Норти. Составная часть мезорегиона Сельскохозяйственный район штата Риу-Гранди-ду-Норти. Входит в экономико-статистический  микрорегион Агрести-Потигуар. Население составляет 3148 человек на 2006 год. Занимает площадь 45,261 км². Плотность населения — 69,6 чел./км².
Праздник города — 9 января. 

## История
Город основан в 1997 году.

## Статистика
- Валовой внутренний продукт на 2003 год составляет 5 191 367,00 реалов (данные: Бразильский институт географии и статистики).
- Валовой внутренний продукт на душу населения на 2003 год составляет 1628,41 реалов (данные: Бразильский институт географии и статистики).